# Chevrières (Isèra)
Chevrières és un municipi francès situat al departament de la Isèra i a la regió d'Alvèrnia-Roine-Alps. L'any 2007 tenia 653 habitants.

## Demografia

### Població
El 2007 la població de fet de Chevrières era de 653 persones. Hi havia 230 famílies de les quals 52 eren unipersonals (28 homes vivint sols i 24 dones vivint soles), 61 parelles sense fills, 101 parelles amb fills i 16 famílies monoparentals amb fills.
La població ha evolucionat segons el següent gràfic:
Habitants censats

### Habitatges
El 2007 hi havia 275 habitatges, 235 eren l'habitatge principal de la família, 21 eren segones residències i 18 estaven desocupats. 254 eren cases i 17 eren apartaments. Dels 235 habitatges principals, 192 estaven ocupats pels seus propietaris, 28 estaven llogats i ocupats pels llogaters i 15 estaven cedits a títol gratuït; 9 tenien dues cambres, 22 en tenien tres, 45 en tenien quatre i 159 en tenien cinc o més. 187 habitatges disposaven pel capbaix d'una plaça de pàrquing. A 80 habitatges hi havia un automòbil i a 145 n'hi havia dos o més.

### Piràmide de població
La piràmide de població per edats i sexe el 2009 era:
| Homes | Edats   | Dones |
| ----- | ------- | ----- |
| 0     | 95 o +  | 4     |
| 0     | 90 a 94 | 0     |
| 4     | 85 a 89 | 8     |
| 12    | 80 a 84 | 0     |
| 4     | 75 a 79 | 8     |
| 12    | 70 a 74 | 28    |
| 8     | 65 a 69 | 12    |
| 4     | 60 a 64 | 12    |
| 8     | 55 a 59 | 4     |
| 40    | 50 a 54 | 24    |
| 8     | 45 a 49 | 24    |
| 20    | 40 a 44 | 20    |
| 12    | 35 a 39 | 12    |
| 48    | 30 a 34 | 20    |
| 28    | 25 a 29 | 28    |
| 16    | 20 a 24 | 16    |
| 24    | 15 a 19 | 16    |
| 28    | 10 a 14 | 16    |
| 16    | 5 a 9   | 20    |
| 12    | 0 a 4   | 8     |

## Economia
El 2007 la població en edat de treballar era de 410 persones, 307 eren actives i 103 eren inactives. De les 307 persones actives 287 estaven ocupades (156 homes i 131 dones) i 20 estaven aturades (10 homes i 10 dones). De les 103 persones inactives 26 estaven jubilades, 48 estaven estudiant i 29 estaven classificades com a «altres inactius».

### Ingressos
El 2009 a Chevrières hi havia 248 unitats fiscals que integraven 683,5 persones, la mediana anual d'ingressos fiscals per persona era de 17.978 €.

### Activitats econòmiques
Dels 20 establiments que hi havia el 2007, 1 era d'una empresa extractiva, 1 d'una empresa de fabricació d'altres productes industrials, 7 d'empreses de construcció, 3 d'empreses d'hostatgeria i restauració, 1 d'una empresa immobiliària, 4 d'empreses de serveis, 1 d'una entitat de l'administració pública i 2 d'empreses classificades com a «altres activitats de serveis».
Dels 7 establiments de servei als particulars que hi havia el 2009, 1 era un paleta, 1 guixaire pintor, 2 fusteries, 1 lampisteria, 1 perruqueria i 1 restaurant.
L'any 2000 a Chevrières hi havia 37 explotacions agrícoles que ocupaven un total de 1.040 hectàrees.

## Equipaments sanitaris i escolars
El 2009 hi havia una escola elemental integrada dins d'un grup escolar amb les comunes properes formant una escola dispersa.

## Poblacions properes
El següent diagrama mostra les poblacions més properes.